# Molenhoekpassage
De Molenhoekpassage is een winkelcentrum in de wijk Molenhoek van de Noord-Brabantse plaats Rosmalen.
De naam van het winkelcentrum was voorheen Coppens passage naar de familie Coppens die op deze plek een winkel begon in een schuur van hun boerderij. In de jaren 1980 is de naam veranderd in Molenhoekpassage. 
In 2017 is het winkelcentrum gerenoveerd. De passage is verhoogd en uitgebreid en kreeg een extra entree aan de zijkant. De supermarkt van Albert Heijn is vergroot en de speciaalzaken zijn geherhuisvest. De naam van het complex is nu 'Winkelcentrum Molenhoek' geworden.